# Brough Superior
Brough Superior (Браф Супериор) — марка автомобилей и мотоциклов (в том числе с боковым прицепом), выпускавшихся в английском городе Ноттингем с 1919 по 1940 года. За 21 год производства было выпущено 3048 экземпляров, разработано и подготовлено к выпуску 19 моделей дорожного транспорта.

## История
Уильям Эдвард Браф работал механиком в фирме Babington Colliery Company. В 1889 году он уволился и открыл свою мастерскую. В 1898 году он сконструировал свои первый автомобиль, который был оснащен двигателем марки Де Дион, мощность 2,5 л. с. Через четыре года, в 1902 году Браф построил свой первый мотоцикл, в дальнейшем он продолжил создавать опытные образцы, на которых его сыновья Уильям Эдвард-младший и Джордж стали принимать участие в соревнованиях.

### Компания Brough
В 1908 году Уильям Эдвард-старший и Джордж учредили предприятие для серийного выпуска своих мотоциклов. Название выбрали в честь семейной фамилии — Brough. Уильям Эдвард-младший покинул семейное дело к тому времени и ушёл в кораблестроение. Производство началось с мотоциклов с одноцилиндровыми двигателями мощностью 3,5 л. с., вслед за ними появились модели с двухцилиндровыми V-образными двигателями мощностью 2,5 и 5 л. с.
В 1910 году Джордж Браф принял участие в мото-марафоне Лондон-Эдинбург, в котором пришёл первым к финишу, в следующем году он вновь пришёл первым, и наконец в 1912 году он в третий раз подряд стал обладателем кубка, при этом пользуясь исключительно мотоциклами семейной марки Brough. В том же году модельный ряд пополнился гоночной моделью мощностью 6 л. с. и одноцилиндровой моделью мощностью 3,5 л. с. с двухступенчатой коробкой передач. Также появился монокар с 8-сильным мотором, а на базе 3,5-сильного мотоцикла стали выпускать дамский вариант.
В 1913 году Джордж Браф принял участие в соревнованиях более высокого класса на экспериментальной модели, которую предполагалось оснастить двухцилиндровым рядным двигателем, но так как к началу соревнований двигатель не был завершен, на мотоцикл был установлен агрегат фирмы ABCC, который вышел из стоя в самом начале гонки. Позднее двигатель Brough для данной модели был завершен, его характеристики составили 500 см³ объёма и 3,5 л. с. мощности с верхним расположением клапанов и распределительного вала. Передача на коробку передач осуществлялась посредством цепного привода, привод же на заднее колесо был ременным. На этот мотоцикл была также установлена вилка фирмы A. Drew and Co со встроенной подвеской, которая называлась Druid.
С 1915 году в серии остался только вариант с рядным двухцилиндровым двигателем в двух вариациях — серийный с трёхступенчатой коробкой передач и специализированный гоночный. С началом Первой мировой войны мощности фабрики были задействованы также для изготовления запчастей авиационных двигателей фирмы Роллс-Ройс и производства снарядов.
В 1916 году в модельный ряд поступила модель с рядным двигателем объёмом 800 см³ и мощностью 5 л. с.

### Возрождение
Владелецем Brough Superior стал Марк Апхэм. В 2013 году Brough Superior заявила, что вернётся в мотогонки Гран-при с прототипом машины для Moto2, Carbon2, мотоциклом, сделанным калифорнийскими строителями Taylormade и переименованным в Brough Superior. 
В 2017 начались испытания Brough Superior SS100.

### Компания Brough Superior
По окончании войны Джордж настаивал на том, чтобы перевести производство на изготовление скоростных мотоциклов по заказу для обеспеченных клиентов, но отец семейства Уильям Эдвард был против. В связи с этим Джордж продаёт отцу свою часть компании Brough и покупает на вырученные деньги земельный участок в Гайдон Парке, что в г. Ноттингеме, на котором в последующем была построена фабрика.
История названия. Собравшись в пабе члены и друзья семьи Браф обсуждали, как назвать фирму Джорджа. Кто-то предложил назвать Brough Superior (Браф Превосходный). Идея всем понравилась, кроме отца, который спросил, «а моя фирма значит получается Браф Паршивый»?
В декабре 1920 года появилась первая реклама мотоциклов Brough Superior. Первый же мотоцикл имел немного оригинальных частей изготовленных на самом предприятии. Основные узлы были приобретены у сторонних производителей. Так 1000 см³ двигатель был изготовлен J.A.P., трёхступенчатая коробка передач от Sturmey-Archer, карбюратор от Amac, магнето от ML, передняя усиленная вилка от Montgomery. Цена мотоцикла равнялась 150 фунтам, что на тот момент было больше годового заработка простого рабочего.
Все мотоциклы Brough Superior отличались высоким качеством изготовления и сборки. Каждый экземпляр изготавливался в соответствии с потребностями заказчика и трудно найти даже два мотоцикла с одинаковыми параметрами. Каждый мотоцикл собирался дважды. Первая сборка служила для подгонки всех комплектующих друг к другу. Затем мотоцикл разбирался и все части покрывались краской либо другим покрытием в зависимости от потребности. И наконец, обработанные запчасти собирались повторно. Джорж Браф лично проверял ездой каждый мотоцикл и выдавал к каждому удовлетворявшему экземпляру гарантийное письмо, в котором помимо прочего указывалась гарантированная скорость. Если мотоцикл не соответствовал спецификациям, его возвращали на доработку. Степень индивидуальности сборки и отделки были сопоставимы с автомобилями Роллс-Ройс, и это были самые дорогие дорожные мотоциклы в мире.
Мотоциклы Brough Superior всегда были редкими и дорогими. Цены на них лежали в диапазоне от 130 до 180 фунтов в 1920—1930-х годах, в то время как средняя недельная заработная плата по стране составляла 3 фунта.

## Мотоциклы Brough Superior
К ранним моделям Brough Superior относятся Mark I Sidevalve, Mark I Overhead, Mark II Standard and Mark II Sports. Чуть позже в производство поступили Overhead 500, 680 S.V. 5.15, и 750 Side Valve, однако ранние модели не получили широкой популярности и их выпуск прекратили.
Перечисленные ниже четыре модели составляли основную массу производства. Большинство делались индивидуально по заказу и у этих моделей было много вариаций:
- SS80 (Super Sports) с двигателем J.A.P. или Matchless объёмом 1000 см³, двумя цилиндрами в V-образном исполнении с боковым расположением клапанов. Было выпущено около 1086 экземпляров в период с 1922 по 1940 гг. На этой машине в 1922 г. на трассе Бруклендс Джордж Браф установил мировой рекорд скорости в 161км/ч для мотоциклов с боковым расположением клапанов. Номинальная же скорость составляла 130 км/ч. Мотоцикл имел хромированный бак, что стало впоследствии визитной карточкой мотоциклов данной марки.
- SS100 (Super Sports) с двигателем J.A.P. или Matchless объёмом 1000 см³, двумя цилиндрами в V-образном исполнении с верхним расположением клапанов. Было выпущено около 383 экземпляров в период с 1924 по 1940 гг. Для этой модели скорость 161км/ч была уже номинальной, однако не максимальной.
- SS680 O.H.V. (Super Sports) с двигателем J.A.P. объёмом 680 см³, двумя цилиндрами в V-образном исполнении с верхним расположением клапанов. Было выпущено около 547 экземпляров в период с 1926 по 1936 гг.
- 11.50 с двигателем J.A.P. объёмом 1093 см³, с боковым расположением клапанов и V-образным расположением двух цилиндров под углом 60°. Эта модель была разработана с расчётом на езду с коляской и лучшую управляемость. Было выпущено около 308 экземпляров в период с 1933 по 1940 год. Название модели ссылается на мощность двигателя в лошадиных силах.

Brough Superior выпускала много других экспериментальных, показательных и гоночных моделей. К ним относятся:
- Golden Dream. комплектовался четырёхцилиндровым оппозитным с вертикально расположенными парными коленвалами. Джордж Браф назывыал эту конструкцию «приплюснутый по вертикали» двигатель. При отделке ручки управления покрывались позолотой.
- Straight Four Combination. Этот мотоцикл комплектовался модифицированным автомобильным двигателем Austin 7.Трёхступенчатая коробка передач также была от Austin 7. В двигателе было четыре цилиндра с рядным расположением и карданной передачей. У него было два задних колеса. Они располагались по бокам литого привода. Этот мотоцикл предназначался для езды с коляской. Предприятие выпустило всего 10 экземпляров.

Конструкторами предполагалось, что этот мотоцикл будет использоваться исключительно в паре с коляской, однако находились гонщики, которые на этом мотоцикле не только ездили в соло варианте, но и участвовали в соревнованиях.
- Pendine. Сконструирован в начале 1930-х годов, имел гарантированную скорость 180 км/ч. Конструкция базировалась на модели SS100, но с более форсированным двигателем.

### Объёмы выпуска по годам
| - 1919 — 0 - 1920 — 1 - 1921 — 3 - 1922—103 - 1923—119 | - 1924—195 - 1925—168 - 1926 — 95 - 1927—226 - 1928—155 | - 1929—139 - 1930—131 - 1931—117 - 1932 — 58 - 1933—121 | - 1934—104 - 1935 — 94 - 1936—187 - 1937—173 - 1938—159 | - 1939—118 - 1940 — 10 |

Итого 2476. Также известно[кому?] 13 мотоциклов без даты производства в документах. Данные за первые годы производства и для мелкосерийных моделей могут быть неточными. Всего, с учётом автомобилей, было произведено около 3048 транспортных средств.
После выхода модели SS100 в 1924 г., журналист мотоциклетного журнала The Motor Cycle — Тиг сравнил в своём очерке мотоциклы Браф с Роллс Ройсом. Браф незамедлительно использовал это сравнение в своей рекламе, чем вызвал недовольство компании Rolls Royce, однако, после того как люди из Роллса посетили фабрику Бро, и увидели что каждая деталь вручную испытывается и проходит осмотр перед тем как быть установленной на мотоцикл, они официально разрешили такое сравнение.
За время существования марки было выпущено около 3 тыс. мотоциклов. Brough Superior являются одними из самых востребованных экземпляров мотоколлекционирования. На аукционе в Англии один из мотоциклов Brough Superior 1929 года выпуска был продан за рекордные 454 тыс. долларов.

## Коляски для мотоциклов Brough Superior
Brough Superior выпускала коляски к своим мотоциклам. Мотоциклетные коляски также изготавливались в соответствии с пожеланиями заказчика, на некоторых устанавливалось запасное колесо, в то время как на других устанавливалось по два сидения для особых случаев. Подгонка и отделка колясок была столь же высокого качества как и у самих мотоциклов. Коляски были достойно защищены от воздействия погодных условий. Многие из ранних моделей изготавливались Brough Superior индивидуально, в то время как рамы для более поздних стали изготавливаться серийно на фабрике Brough Superior. Позднее коляски стали уникальными в силу того что их рамы начали использоваться для хранения топлива. Рама бокового прицепа огибала верхнюю часть его корпуса и имела горловину для заливки топлива в наивысшей своей точке. Из рамы в бак мотоцикла горючее перекачивалось ручным насосом. Корпус коляски к данной модификации с отделением для хранения топлива мог поставляться в двух вариантах — спортивный или круизер.
В ежегодных каталогах компании Brough Superior покупателям предлагались различные варианты колясок:
- 1921: «Sporting Sidecar» изготавливался Montgomery Sidecars в соответствии с требованиями Brough Superior.
- 1922: «Sidecar» поступил в производство.
- 1923: «Brough Superior Sidecar» поступил в производство.
- 1924: «Brough Superior Sidecar», «Brough Superior Swallow Coupe», «Brough Superior Sporting», «Brough Superior Sporting Tourist».
- 1925: «Brough Superior Sporting Sidecar», «Brough Superior Touring Sidecar».
- 1926: «Brough Superior Super Sports Sidecar».
- 1927: «Brough Superior Touring Sports» был упомянут в каталоге 1928 года, однако был популярным среди заказчиков ещё в 1927, несмотря на отсутствие его в каталоге.
- 1928: «Brough Superior Touring Sports», «Brough Superior Cruiser», а также уже перечисленные.
- 1929: «Brough Superior Spring Frame Cruiser».
- 1930: «Brough Superior Spring Frame Cruiser» и «Brough Superior Rigid Frame Cruiser». По-прежнему были доступны и другие модели.
- 1931: «Brough Superior Cruiser Sidecar», был доступен с рессорной подвеской или в исполнении без подвески.
- 1932: «Brough Superior Cruiser Sidecar», предлагался в сочетании с Brough Superior Straight 4. Другой же прицеп «Cruiser» с одной из двухцилиндровых моделей с V-образной схемой двигателя. Модель «Cruiser» предлагалась с рессорной подвеской или без таковой.
- 1933: «Brough Superior Cruiser Sidecar» с примечанием «Доступны любые модели и виды боковых прицепов. Обращайтесь за прейскурантом.»
- 1934: «Brough Superior Cruiser Sidecar», «Brough Superior Occasional 2-seater Sidecar».
- 1935: «Brough Superior Cruiser Sidecar», «Brough Superior Touring Sidecar».
- 1936: «Brough Superior Touring Sidecar», «Brough Superior Cruiser Sidecar».
- 1937: «B.S Alpine Grand Sports Sidecar», с корпусом «Круизер» или «Спорт», который также известен как Прицеп Brough Superior Топливная труба. Полые трубы рамы прицепа хранили дополнительное топливо для мотоцикла, которое могло быть перекачано специальным насосом в бак мотоцикла без необходимости останавливаться.
- 1938: «B.S. Alpine Grand Sports Sidecar». Доступен корпус «Круизер» или «Спорт».
- 1939: «B.S. Alpine Grand Sports Sidecar». Доступен корпус «Круизер» или «Спорт».

## Автомобили Brough Superior
Джордж Браф сконструировал примерно 85 автомобилей марки Brough Superior. Созданные между 1935 и 1939 годами, они комплектовались двигателями Hudson, рама также изготавливалась Hudson. Было разработано три модели, однако выпускались только две. Ранние экземпляры не имели символики Brough Superior, так как Браф считал, что автомобили достаточно примечательны сами по себе.
Первые автомобили, выпускавшиеся с 1935 по 1936 год, комплектовались восьмицилиндровыми двигателями мощностью 114 л. с. и объёмом 4168 см³, расположение клапанов было боковое. Конструкция, способная развивать скорость до 140 км/ч и разгоняться до 100 км за 10 секунд, была впечатляющей для своего времени.
Hudson перестали поставлять свои восьмицилиндровые двигатели в 1936 году и более поздние автомобили комплектовались уже шестицилиндровым рядным двигателем объёмом 3455 см³ и мощностью 107 л. с. с боковым расположением клапанов. В прайс-листах значилась также вариация двигателя с наддувом, заявленная мощность 140 л. с. рама была короче на 10 см по сравнению с прежней четырёхлитровой моделью. Была возможность заказать автомобиль с закрытым салоном, однако кабриолеты были более популярны. В период с 1936 по 1939 год Было выпущено около 80 таких автомобилей.
Последняя модель, XII, разработанная в 1938 году, была оснащена двигателем Lincoln V12 объёмом 4387 см3, установленным на раме собственного производства Brough Superior, с тормозами Girling и осями Ford. Был собран только один экземпляр с закрытым кузовом, кузов был изготовлен Charlesworth. Это был большой автомобиль общей длиной 5,6 и шириной 1,8 метра. Этот экземпляр существует и по сей день.
Репортёр Бил Бодди провёл испытание ранней модели Brough Superior Saloon в 1936 г. для журнала Motor Sport. Он отметил, что у автомобиля есть запасной топливный бак, который решил наполнить перед путешествием. В преддверии исчерпания топлива в основном баке, испытатель не мог найти переключатель для активации резервного. Выпросив топлива у проезжавших мимо водителей и продолжив путешествие, Бодди столкнулся с попавшим в аварию мотоциклистом, который просил о помощи. В ходе разговора выяснилось, что мотоцикл пострадавшего был марки Brough Superior. Свои впечатления об автомобиле мотоциклист описал как «… славная машина в которой вы меня подвозите.» Узнав что это был автомобиль Brough Superior, мотоциклист умолк до конца поездки. Бодди счёл что новость об известном производителе мотоциклов, который начал выпускать также и автомобили, выглядела неправдоподобно, и, вероятно, мотоциклист был поражен.